# Тайкун
Нихон-коку тайкун (яп. 日本国大君, «Великий правитель Японии») — древний японский титул, использовавшийся сёгунами Токугава.

## История
Титул был позаимствован третьим сёгуном, Токугавой Иэмицу из китайской «Книги Перемен». Выбор его был связан с тем, что управлявшие страной сёгуны не могли называть себя «императорами» (яп. 天皇 тэнно:), поскольку не происходили из императорской династии, но и «королями» (яп. 国王 кокуо:) называться не хотели, поскольку этот титул использовался для вассалов Китайской империи. Титул же «тайкун», обозначавший независимого правителя безотносительно происхождения, устранял нежелательные ассоциации с китайским вассалитетом и императорами. Вначале оно применялось лишь к японо-корейским отношениям, однако не позже эпохи Гэнроку (1688—1704) приобрело более широкое значение и стало обозначать сёгуна по отношению ко всем остальным внешним правителям. Советник сёгуна Токугавы Иэнобу Араи Хакусэки возражал против этого титула, так как существовал пост с аналогичным названием в корейском правительстве, а также потому, что считал сёгунов полновластными правителями страны, не нуждавшимися в двусмысленных наименованиях. Тем не менее, титул «тайкун» применялся до середины XIX века.
В английском языке от этого титула произошло слово «tycoon», означающее крупного бизнесмена, магната. Слово вошло в употребление в 1857 году, после возвращения из Японии американского коммодора Мэттью Перри.